# Головко Микола Леонтійович
Микола Леонтійович Головко (нар. 17 серпня 1952, с. Бишів, Київська область) — український історик. Доктор історичних наук (2005), професор. Ректор Академії праці та соціальних відносин Федерації профспілок України з 1993 по 2012 рік.

## Біографія
Народився 17 серпня 1952 року в містечку Бишів, Фастівського району на Київщині.

### Освіта
У 1977 році закінчив Київський державний педагогічний інститут ім. Горького, вчитель історії, суспільствознавства.
З 1983 до 1986 рр. навчався на денній формі аспірантури Київського педагогічного інституту ім. Горького, захистив кандидатську дисертацію на тему: «Відбудова і розвиток системи вищої та середньої педагогічної освіти Української РСР (1943–1950 рр.)» за спеціальністю 07.00.02 — «історія СРСР». Вчене звання доцента присвоєно по кафедрі політичної історії в жовтні 1991 року.
У 2005 році як докторант Інституту історії України НАН України захистив докторську дисертацію на тему: «Суспільно-політичні організації та рухи України в період Другої світової війни. 1939–1945 рр.» за спеціальністю 07.00.01 — «Історія України».
У тому ж році, відповідно до рішення Атестаційної колегії Міністерства освіти і науки України, присвоєно вчене звання професора по кафедрі історії України.
Проходив підвищення кваліфікації з проблем організації професійного навчання працюючих у Коледжі праці, в Тель-Авіві, Ізраїль, а також стажування з проблем розвитку громадянського суспільства та демократії у школі Міжнародної організації праці в Копенгагені, Данія. Отримав підвищення кваліфікації у справі використання технологій навчання магістрів з державного управління у школі Міжнародної організації праці в Туріні, Італія.

### Кар'єра
Трудову діяльність розпочав у 1969 році автослюсарем, потім шофером Київського автотранспортного підприємства 09667. Водій I класу.
З жовтня 1970 по жовтень 1972 року — строкова служба в групі радянських військ у Німеччині, старший сержант, заступник командира взводу.
Під час навчання на історичному факультеті КДПІ ім. Горького працював комісаром студентського будівельного загону «Сокіл-75» на Байкало-Амурській магістралі, начальником штабу СБЗ інституту, обирався заступником секретаря комітету комсомолу інституту по ідеологічній роботі, головою профкому студентів (1976–1983 роках).
З 1986 по 1993 роки працював асистентом, старшим викладачем, доцентом кафедри, заступником декана, деканом історичного факультету Національного педагогічного університету імені М. Драгоманова.
Був засновником і ректором Академії праці і соціальних відносин Федерації профспілок України з дня її заснування в 1993 році й до серпня 2012 року (18 років поспіль).
У 2012–2016 роках працював професором кафедри зовнішньої політики та дипломатії Дипломатичної академії України при Міністерстві закордонних справ України, де читав слухачам перепідготовки спеціалізації «Національна безпека України» спецкурс «Національні трансформації в світовому цивілізаційному процесі». 
У 2016 році працював директором Українсько-Арабського інституту міжнародних відносин і лінгвістики імені Аверроеса Міжрегіональної академії управління персоналом, завідувачем кафедри міжнародних відносин і міжнародної інформації (на умовах контракту).
У 2017–2018 роках очолював кафедру освіти дорослих Інституту неперервної освіти Національного педагогічного університету імені М. Драгоманова, де впровадив електронну систему документообігу кафедри та організації навчального процесу студентів і слухачів, зокрема, з елементами дистанційного навчання.
З січня 2017 року обраний членом правління Національної спілки краєзнавців, де очолює комісію з міжнародних відносин.
Був членом Експертної ради Державної акредитаційної комісії, членом Громадської ради з питань вищої освіти при Міністерстві освіти і науки України. Віце-президент Міжнародної асоціації навчальних і наукових закладів для соціально-трудової сфери (19 навчальних закладів із 11 країн Європи та Азії). Почесний доктор Академії праці і соціальних відносин Федерації незалежних профспілок Росії (м. Москва), член-кореспондент Української академії історичних наук НАН України.

## Наукова діяльність
Є спеціалістом у галузі менеджменту вищої освіти, вітчизняної історії, мілітарних макротрансформацій, міжнародних відносин, історіографії та аналізу методології, теорії й практики європейського громадсько-політичного простору, стратифікації, змісту цивілізаційного громадянського суспільства, практики прогнозування соціального державного й позадержавного бюджетування.
Досліджує історію України XX ст., культурологічних питань етногенезу українського народу, його соціального розвитку, проблем вищої школи, громадських організацій та об'єднань, у тому числі профспілок як інституту соціального захисту і адаптації найманих працівників за сучасних умов реформування економіки України.
У науковому доробку — 3 особисті монографії, 7 колективних монографій, 72 статті у фахових періодичних виданнях. Разом опубліковано 81 наукову працю загальним обсягом понад 92 друкованих аркуші.
Серед них книги:
- «Зайнятість населення України: соціально-економічні, правові аспекти»[6];

- «Профспілки України у період Великої Вітчизняної війни 1941–1945 рр.»[7];
- «Громадські організації та рухи України в роки Другої світової війни: вітчизняна і зарубіжна історіографія»[8];
- «Суспільно-політичні організації та рухи України в період Другої світової війни 1939–1945 рр.»[9];
- «Перша та Друга світові війни в історії людства»[10];
- «Україна в системі змін парадигми світопорядку ХХ–ХХІ століть»[11].

Є автором статей:
- «Зарубіжна історіографія про національні світоглядні трансформації в контексті Другої світової війни»[12];

- «Соціальна корпоративність як сутнісний фактор еволюції громадянського суспільства України в контексті світового цивілізаційного розвитку» та ін.

### Членство у спеціалізованих вчених радах
Був членом 2 спеціалізованих вчених рад Дипломатичної академії України при Міністерстві закордонних справ України для захисту дисертацій на здобуття наукового ступеня доктора наук за спеціальністю «Всесвітня історія» та кандидата політичних наук за спеціальністю «Політичні проблеми міжнародних систем і глобального розвитку».
Під науковим керівництвом підготовлено і захищено 2 докторські і 10 кандидатських дисертацій.

## Нагороди
- За значний особистий внесок у створення вищого закладу освіти нового типу та впровадження сучасних технологій навчання нагороджений знаком Федерації професійних спілок України «Профспілкова відзнака»[2];

- Лауреат Всеукраїнського відкритого рейтингу популярності та якості «Золота фортуна»[2];

- За особистий внесок у розвиток національної освіти України та плідну науково-педагогічну діяльність нагороджений знаком «Відмінник освіти України», золотою медаллю «За заслуги в образовании» Міжнародної кадрової академії, грамотою Президента України[2];

- Присвоєно почесне звання «Заслужений діяч науки і техніки України»[2].

## Сім'я
- Дружина: Головко Зоя Олександрівна — вчитель-логопед.

- Доньки: Гришина Юлія — доктор юридичних наук, професор кафедри трудового права Київського національного університету імені Тараса Шевченка, народний депутат Верховної Ради України[13]; Черковська Тетяна — кандидат юридичних наук, доцент кафедри цивільно-правових дисциплін Київського національного торговельно-економічного університету[14].